# Molson Indy Toronto 2000
Molson Indy Toronto 2000 var ett race som var den tionde deltävlingen i CART World Series säsongen 2000. Racet kördes den 16 juli på Exhibition Place i Toronto, Kanada.

## Tävlingen
Michael Andretti tog sin sjätte seger i Toronto (de tidigare vinsterna kom 1989, 1991, 1992, 1994 och 1995), vilket gjorde honom till den mest segerrike föraren i samma evenemang i CART:s 21-åriga historia. Hans rekord kom heller aldrig att slås. Det mest signifikativa för Andretti var dock att han tog in nästan hela avståndet till mästerskapsledaren Roberto Moreno, som drabbades av ett mekaniskt problem mot slutet av tävlingen, och kammade noll med sin trettondeplats. Adrián Fernández och Paul Tracy var övriga på pallen, och Tracys resultat räddade honom kvar i mästerskapskampen. Gil de Ferran låg trea sammanlagt, och blev sexa i tävlingen. 1999 års mästerskapskombattanter Juan Pablo Montoya och Dario Franchitti hade ingen kul tävlingsdag, sedan de bägge kolliderat på det första varvet, och tvingats bryta. Deras mästerskapsmöjligheter tycktes vara avlägsna. 

## Slutresultat
| Plats | Förare               | Team                     | Grid | Kvaltid  |
| ----- | -------------------- | ------------------------ | ---- | -------- |
| 1     | Michael Andretti     | Newman/Haas Racing       | 3    | 57,200   |
| 2     | Adrián Fernández     | Patrick Racing           | 9    | 58,056   |
| 3     | Paul Tracy           | Team KOOL Green          | 12   | 58,369   |
| 4     | Cristiano da Matta   | PPI Motorsports          | 2    | 57,539   |
| 5     | Alex Tagliani        | Forsythe Racing          | 19   | 58,772   |
| 6     | Gil de Ferran        | Marlboro Team Penske     | 8    | 58,045   |
| 7     | Patrick Carpentier   | Forsythe Racing          | 17   | 58,556   |
| 8     | Max Papis            | Team Rahal               | 14   | 58,427   |
| 9     | Jimmy Vasser         | Chip Ganassi Racing      | 13   | 58,411   |
| 10    | Kenny Bräck          | Team Rahal               | 7    | 57,984   |
| 11    | Oriol Servià         | PPI Motorsports          | 11   | 58,311   |
| 12    | Luiz Garcia Jr.      | Arciero Racing           | 25   | 1.01,268 |
| 13    | Roberto Moreno       | Patrick Racing           | 16   | 58,442   |
| 14    | Shinji Nakano        | Walker Racing            | 21   | 59,058   |
| 15    | Maurício Gugelmin    | PacWest Racing           | 10   | 58,152   |
| 16    | Hélio Castroneves    | Marlboro Team Penske     | 1    | 57,200   |
| 17    | Christian Fittipaldi | Newman/Haas Racing       | 2    | 57,539   |
| 18    | Bryan Herta          | Team Rahal               | 18   | 58,570   |
| 19    | Michel Jourdain Jr.  | Bettenhausen Motorsports | 20   | 59,022   |
| 20    | Norberto Fontana     | Della Penna Motorsports  | 22   | 59,190   |
| 21    | Tarso Marques        | Dale Coyne Racing        | 23   | 59,198   |
| 22    | Mark Blundell        | PacWest Racing           | 15   | 58,428   |
| 23    | Takuya Kurosawa      | Dale Coyne Racing        | 24   | 1.00,783 |
| 24    | Juan Pablo Montoya   | Chip Ganassi Racing      | 4    | 57,928   |
| 25    | Dario Franchitti     | Team KOOL Green          | 5    | 57,940   |